# Padre Márquez (distrito)
O Distrito peruano de Padre Márquez é um dos seis distritos que formam a Província de Ucayali, situada no Departamento de Loreto, pertencente a Região Loreto, Peru.

## Transporte
O distrito de Padre Márquez não é servido pelo sistema de estradas terrestres do Peru.